# Три километра на краю света
«Три километра на краю света» (рум. Trei kilometri până la capătul lumii) — художественный фильм румынского режиссёра Эмануэля Пырву. Премьера картины состоялась в мае 2024 года в рамках основной программы Каннского кинофестиваля, где фильм выиграл премию независимого жюри «Квир-пальма». Он также был выбран в качестве румынской заявки на лучший иностранный фильм на 97-й церемонии вручения премии «Оскар».

## Сюжет
Главный герой фильма — подросток-гей, который живёт в деревне, расположенной в дельте Дуная. Его застают с другим парнем, и родители при поддержке местной полиции решают его «исправить».

## В ролях
- Киприан Чуждя — Ади[2]
- Лаура Василиу — мать
- Богдан Думитраше — отец
- Адриан Титиени — священник
- Ингрид Мику-Береску — Илинка

## Релиз и восприятие
Работа над фильмом началась в 2021 году. Съёмки проходили в дельте Дуная в сентябре — октябре 2023 года. Премьера состоялась в мае 2024 года на Каннском кинофестивале, в рамках основной программы. Фильм был удостоен специальной награды «Квир-пальма» за освещение ЛГБТ-темы в кино.
Российский критик Настасья Горбачевская оценила фильм на 7 баллов из 10. Дарья Тарасова в своей рецензии отметила, что характерное для румынского кино «ощущение тотального отстранения» в «Трёх километрах» «нарастает очень медленно и в конце отлично работает… Неэкспрессивность сначала заставляет заскучать, а потом из скупости вырастает ощущение какого‑то тихого ужаса». Егор Москвитин оценил «Три километра» как «сильный и нужный фильм».